# 丁履德
丁履德（1912年—1972年11月10日），字骥甫，男，山东日照人，中国内燃机专家、航空工程专家、教育家。曾担任山东大学工学院院长、山东工学院院长。

## 生平
1912年10月，丁履德生于山东省日照县丁官庄村，幼年时同母亲离开原籍随其父亲丁惟兹就读于济宁、济南、青岛等地。受其父亲的毕业于天津高等工业学堂的工程师背景影响，1927年夏天，丁履德于青岛礼贤中学毕业后，先考入了天津南开大学预科，后于1930年9月，进入上海交通大学机械系学习。在其大学学习期间接触过革命的理论与影响，参加过中国共产党领导的反对国民党妥协投降政策的罢课请愿等学生运动
1934年6月，丁履德在上海交通大学毕业。进入社会后先后担任了上海商务印书馆练习编辑、上海公用局技士。
1934年12月，丁履德以全国第七名的成绩考取了中华民国教育部招收的留欧机械生资格，于1935年2月赴意大利的都灵大学航空研究院学习。后因意大利法西斯政府与日本帝国主义相互勾结，结成了军事同盟，加之当地报纸上经常刊登污辱中国人的文章和照片，于是他向有关当局请求提前回国在1937年提前回国（有说法称是6月回国、也有说法称是七七事变后回到上海），根据出国前订立的合同，他到重庆、成都的航空委员会所属的空軍機械學校担任了两年多上尉教官职务。
1940年，丁履德不满国民政府现状，在未经批准的情况下直接离开了航空机械学校，并因此被国民政府通缉。离开航空机械学校的丁履德开始从事高等教育工作，同年8月，在位于城固的西北工学院航空系执教。1942年2月应竺可祯聘请，到当时迁至贵州遵义的浙江大学担任教授（有资料说是在机械系执教，也有说是在工学院执教）。1943年夏天，丁履德到云南平彝县探望因不愿在沦陷区生活、而从青岛逃到云南的父亲，恰好此时西南联大给他聘书，邀请他到清华大学航空系担任教授，因此在西南联大任教一年。后在西南联大航空系任教授。
1944年底，中华民国教育部委托清华大学航空系选派一位教师到美国进修，丁履德获清华大学推选，于1945年6月经加拿大前往美国，进入耶鲁大学机械研究院学习。后在1946年担任了美国纽沃克工学院（现为新泽西理工学院）教授职务。1947年回到中国，先后担任了厦门大学航空系、山东大学机械系任教授，后在青岛迎接了解放。1952年11月因全国院系调整，丁履德出任山东工学院院长兼二级教授。1953年，加入中国民主同盟。后自五十年代起，连续当选为第一届、第二届、第三届全国人民代表大会代表，担任山东省政协副主席、山东省科协副主席等职务。1963年当选为民盟山东省委第一届委员会主任委员，并任民盟中央委员。
在五十年代中期。在台湾大学教书的丁观海想利用与丁履德的亲属、同学关系安排好自己回中国大陆的工作待遇问题，于是将意愿信从台湾经美国转寄邮到了丁履德手中，丁履德了解了事情后向山东工学院党委作了相关事务的汇报。结果在文革时期，这些事情导致了丁履德被扣上了“里通外国”的罪名。遭遇了挂牌子、揪斗、关牛棚等待遇。
1972年11月10日，丁履德因脑溢血在济南去世，终年60岁。